# Ulf Raschke
Ulf Raschke (Recklinghausen, 1972. július 23. –) egykori német labdarúgó (csatár). A Borussia Dortmund színeiben részt vett az UEFA-kupa 1992-93-as döntőjében (1:6 a Juventus ellen).

## Klubcsapatokban
Pályafutása alatt számos csapatban játszott (Borussia Dortmund, Borussia Dortmund II, SC Verl, Rot-Weiß Essen, FC Gütersloh 2000, SV Lippstadt 08).